# Carl Gustaf Hartman
Carl Gustaf Hartman, född 1666, död 1738, var en svensk medaljgravör.
Hartman var under en kortare tid elev till Arvid Karlsteen i Stockholm, verkade som myntgravör i Holstein-Gottorp 1700–02 och började först efter hemkomsten att ägna sig åt medaljkonsten. Hartmans medaljer, bland vilka märks de över slaget vid Narva, övergången av Düna samt över Karl XII:s död, är av skiftande kvalitet.
Carl Gustaf Hartmans son, Engel Hartman (1696–1769), verkade huvudsakligen som sigillgravör men utförde även ett fåtal, delvis goda medaljer. Hartman finns representerad vid bland annat Nationalmuseum i Stockholm.